# ハマる!動画ネタ天国
『ハマる!動画ネタ天国』（ハマる!どうがネタてんごく）は、日本テレビ系列で2008年より不定期で放送されていた特別番組である。第4回以降は『動画!インパクト王国』（どうが!インパクトおうこく）として放送されていた。

## 概要
- インターネット上に投稿されているインパクト動画の中を芸能人らが「プレゼンター」として紹介する。
- 動画再生中の画面はYouTubeを模したものとなっている。
- 番組のラストには、当日放送された動画の中から最も面白かった「最優秀ハマる動画」を決定する。

## 司会
- 中山秀征
- 宮崎宣子（日本テレビアナウンサー） - 第3回まで
- 葉山エレーヌ（日本テレビアナウンサー） - 第4回のみ
- 柳原可奈子 - 第5回以降

## 放送日
| 回数  | 放送日時                   | 視聴率 |
| ----- | -------------------------- | ------ |
| 第1回 | 2008年10月4日21:30 - 23:18 | 10.9%  |
| 第2回 | 2009年1月10日22:00 - 23:24 | 12.6%  |
| 第3回 | 2009年3月25日22:00 - 23:24 | 6.5%   |
| 第4回 | 2010年7月20日21:00 - 22:24 | 12.4%  |
| 第5回 | 2010年9月22日22:00 - 23:24 | 9.6%   |

しかし、これ以降放送されていない。

## スタッフ
- 構成:上野耕平／川野将一
- 美術:中原晃一
- デザイン:大竹潤一郎
- 技術:伊東俊哉
- スイッチャー:松嶋賢一
- カメラ:望月達史
- 音声:中山貴晴
- 調整:舘野真也
- 照明:下平好実
- 音響効果:山口晃司
- タイムキーパー:西岡八生子
- 編集:平原卓治、井上三郎、小川琢磨
- MA:阿部祥高
- 電飾:テルミック
- 技術協力:NiTRo
- モニター:ミジェット
- 美術協力:日テレアート
- CG制作:ジャミー、ポイントピクチャーズ
- 協力:DJ急行
- リサーチ:フォーミュレーション
- デスク：佐々木美香
- AP:佐々木雅子、佐藤啓一郎
- AD:辻野まなみ、大関人夢、小川恵実、播磨幸奈
- ディレクター:岡本光浩、木曽守、池端強、廣田健介、神山友和、武井陽介、佐藤野枝
- 演出:川本良樹／鈴木淳一
- プロデューサー:瓜生健、林田竜一、橋本元康、宮崎達也
- チーフクリエーター:森實陽三
- 制作協力:R-1、ホールマン
- 協力:ニコニコ動画[1]
- 製作著作:日本テレビ